# Eberhard Reppold
Eberhard Reppold (* 17. März 1934 in Weimar; † 18. März 2013 ebenda) war ein deutscher Bildhauer. Sein Hauptwirkungsbereich war der Thüringer Raum.

## Leben und Werk

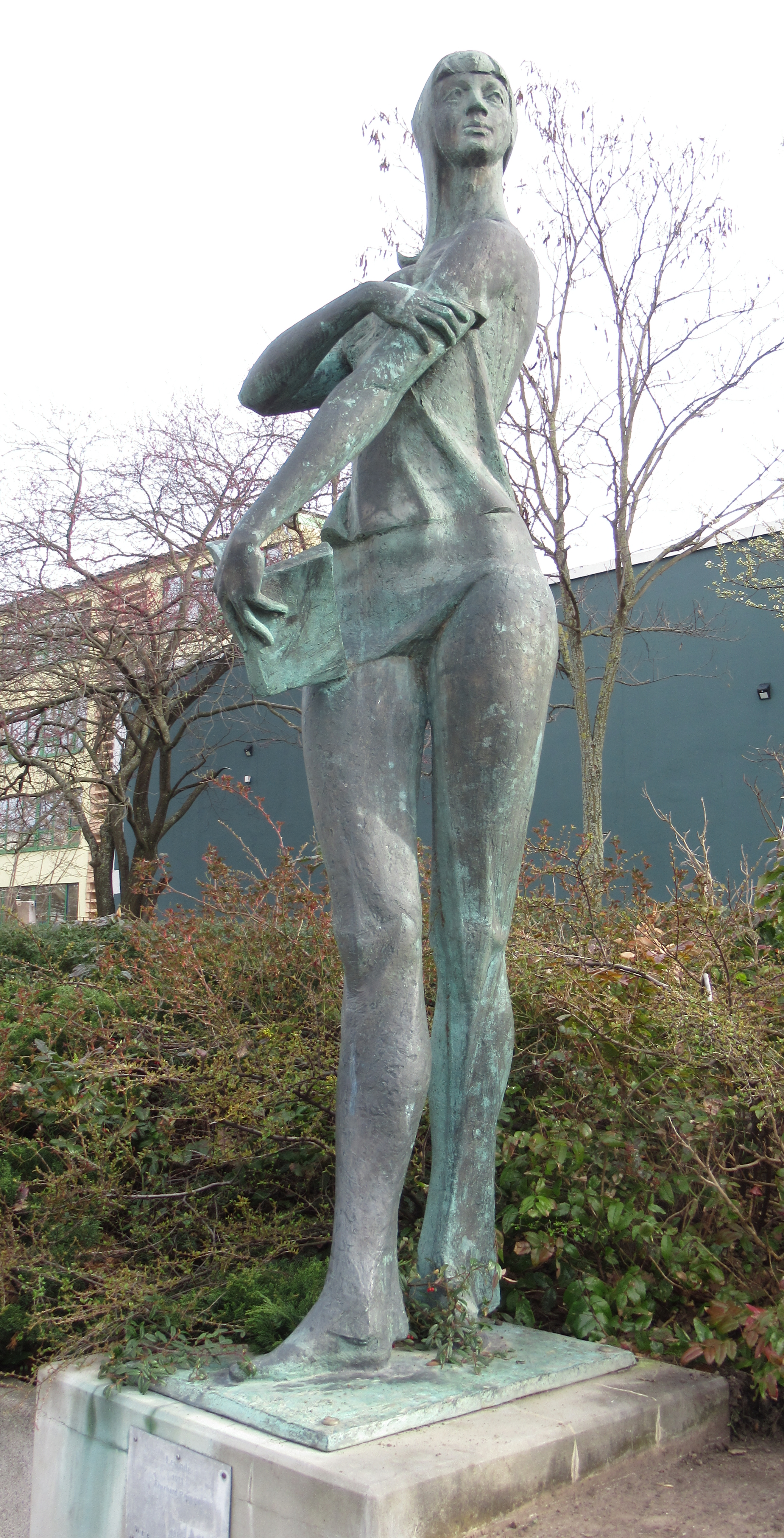
Lesende, Ecke Wendenstraße/Johannesplatz in Erfurt-Ilversgehofen

Eberhard Reppold absolvierte nach dem erfolgreichen Besuch einer Oberschule ein Kunststudium an der Kunsthochschule Berlin-Weißensee, unter anderem bei Theo Balden. Bald begann er seine Karriere als Bildhauer. Er war Mitglied des Verbandes Bildender Künstler der DDR.
In mehr als 30 Jahren künstlerischer Tätigkeit schuf er zahlreiche Werke zu damaligen zeittypischen Themen.
Chronologische Übersicht der Arbeiten
- 1962: Kind mit Blume, lebensgroße Bronzefigur im egapark Erfurt, damals iga[2]
- um 1965: Armaturenbrett des Pkw Wartburg.[3] Reppold war neben seiner bildhauerischen Tätigkeit auch Industriedesigner.
- um 1967 oder 1973[4]: Lesendes Mädchen oder einfach Lesende auf dem Gelände des egaparks (ursprünglich auf dem Erfurter Johannesplatz aufgestellt)[5]
- um 1967: Drei sibirische Kraniche, vormals am Stausee Hohenfelden.[6] Ein weiterer Abguss der Kraniche steht in Gera auf einer Grünanlage.[7] Seit 1999 befindet sich die Skulptur im Berliner Zoo an der Ameisenbären-Anlage. Laut Information des Berliner Bezirksamts Mitte handelt es sich um eine Leihgabe.[8]
- 1972 und (unklar): Bronzebüsten für den von den Nazis ermordeten Kommunisten Walter Krämer und den Schriftsteller Thomas Mann[9][10]
- 1971: Durchbruchwand am Johannesplatz in Erfurt[11], gestaltet zusammen mit Kurt Grohmann und Klaus Feldmann. Sie besteht aus quadratischen Betonplatten, in der Mitte kreisrund frei gearbeitet. Die Struktursteine bilden ein zusammenhängendes Band als Mauer, das auf nach unten halben Platten steht mit daraufgesetzten anderen Hälften.
- 1974: Bodenturnerin, zur Eröffnung eines Schulneubaus in Erfurt (Polytechnische Oberschule W. I. Lenin) enthüllt. Die lebensgroße Bronzefigur stellt die Turnerin Siegfriede Weber-Dempe dar und wurde im Jahr 2017 oder davor zusammen mit weiteren Kunstwerken Reppolds gestohlen.[6]
- 1975: Denkmal für Angehörige der sowjetischen Armee, am 8. Mai, dem Tag der Befreiung, im Park an der Ilm in Weimar eingeweiht, ehrt die Soldaten, die bei den Endkämpfen im Zweiten Weltkrieg getötet wurden oder ihren Verwundungen später erlagen. Es zeigt einen stilisierten Panzer und ist mit folgender Inschrift in Russisch versehen: „Ewiger Ruhm den Helden 1941–1945“.[12]
- 1975: Büste für Engelbert Schoner[13]
- 1978[14]: Sportlerin in Jena-Lobeda[15]
- 1984: Ehrenmal für die Opfer des Faschismus auf dem Weimarer Hauptfriedhof,  am 9. September (dem in der DDR jeweils im September begangenen Tag der Opfer des Faschismus) eingeweiht. Die Relieffiguren waren von den Bildhauern Harald Stieding (linke Seite, Opfer)  und Eberhard Reppold (rechte Seite, die Auferstehenden) nach einer Grafik von Jürgen Ellenberg geschaffen worden.[16]

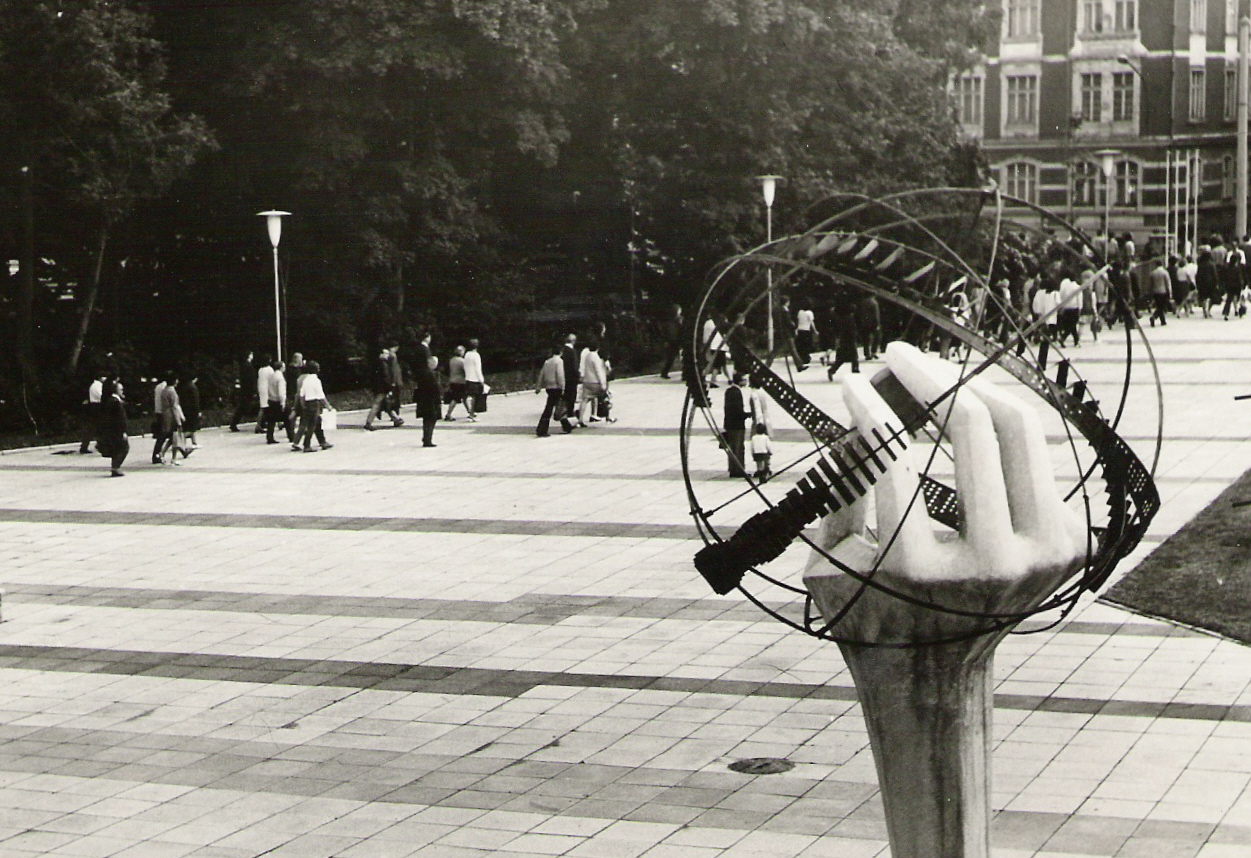
Hand mit Chip in Erfurt

- vor 1987:[17] Hand mit Chip, die Skulptur vor dem damaligen Funkwerk Erfurt besteht aus einer halbgeöffneten Hand, aus Stein oder Beton geformt. In der Mitte befindet sich der Chip wie ein Atomkern, den die Hand schützend umgibt. Hand und Chip, auf einem schmalen Postament montiert, werden von aus Metallstreifen symbolisierten Flugbahnen von Elektronen um den Atomkern umschlossen.[18]
- 1998: Goethe-Skulptur im Treppenhaus des Neuen Museums Weimar, Restaurierung der aus weißem Marmor geschlagenen  Skulptur[6]

## Ausstellungen
- 1972/1973 und 1977/1978: Dresden, VII. und VII. Kunstausstellung der DDR
- 1975 und 1979: Erfurt, Bezirkskunstausstellungen
- 1974: Weimar, Galerie im Schloss („Kunst für uns“)